# 旭川市立旭川小学校
旭川市立旭川小学校（あさひかわしりつ あさひかわしょうがっこう）は、北海道旭川市東旭川南1条にある公立小学校である。

## 歴史
- 1892年（明治25年）10月15日 - 第四中隊に仮校舎設置。
- 1897年（明治30年）2月24日 - 東小・西小を統合し、旭川尋常高等小学校新設認可。
- 1910年（明治43年）11月1日 - 東旭川第三教育所を本校分教所とする。
- 1923年（大正12年）1月14日 - 校舎大改築完成。女子実業補修学校併設。
- 1926年（大正15年）7月1日 - 東旭川町中央青年訓練所開設。
- 1935年（昭和10年）9月15日 - 青年学校開設。
- 1941年（昭和16年）4月1日 - 国民学校令により、旭川国民学校と改称。
- 1947年（昭和22年）4月1日 - 学制改革により、東旭川町立旭川小学校と改称。同日、高等科廃止。
- 1963年（昭和38年）8月15日 - 東旭川町の旭川市への合併に伴い、旭川市立旭川小学校と改称。
- 1968年（昭和43年）5月28日 - 完全給食実施。
- 1970年（昭和45年）5月29日 - 養護学級開級。
- 1979年（昭和54年）3月31日 - 養護学級閉級。
- 1991年（平成3年）10月20日 - 開校100周年記念式典挙行。
- 1993年（平成5年）7月23日 - 旭川小学校プール完成。
- 1996年（平成8年）
  - 4月1日 - 旭川市研究校の指定を受ける。
  - 9月24日 - 旭川小学校歴史資料館開館。
- 1997年（平成9年）3月17日 - 第一回還暦卒業証書授与式挙行。
- 2001年（平成13年）10月19日 - 開校110周年記念式典挙行。
- 2008年（平成20年）
  - 4月1日 - 病弱学級新設。
  - 12月26日 - 新規規格机・椅子入れ替え。
- 2009年（平成21年）9月1日 - 給湯設備改修工事。
- 2010年（平成22年）9月16日 - PC室・職員室コンピューター更新。
- 2011年（平成23年）10月21日 - 開校120周年記念式典挙行。
- 2018年（平成30年）10月26日 - 新校舎竣工。
- 2019年（平成31年・令和元年）
  - 1月16日 - 新校舎落成記念「使い初め式」挙行。
  - 1月25日 - あさひやま学校運営協議会設立。　　
  - 11月15日 - 旭川小学校プール完成。
- 2020年（令和2年）2月10日 - 旭川小学校教材園完成。

## 通学区域
- 工業団地1条（1丁目～3丁目）、工業団地2条（1丁目～3丁目）、工業団地3条（1丁目～3丁目）、工業団地4条（1丁目～3丁目）、工業団地5条（2丁目・3丁目）、東旭川北1条（3丁目～8丁目）、東旭川北2条（5丁目～7丁目）、東旭川北3条（5丁目・6丁目）、東旭川南1条（3丁目～8丁目）、東旭川南2条（3丁目・6丁目）、東旭川町上兵村、東旭川町下兵村（1番地～12番地・14番地～31番地・44番地～103番地・157番地・166番地～519番地）、東旭川町共栄（114番地・209番地～211番地・305番地）、東旭川町旭正、東旭川町忠別、東旭川町日ノ出、東旭川町倉沼[1]

## アクセス
- 旭川電気軌道バス41系統・47系統で、「東旭川1条東6丁目」バス停下車後、徒歩約190m・約3分。
- JR石北本線東旭川駅から、徒歩約770m・約12分。
- JR旭川駅から、上述の路線バスで、「東旭川1条東6丁目」バス停下車後、徒歩。

## 学校周辺
- 旭川市立旭川中学校 - 同一建物内で、かつ主な進学先。
- 社会福祉法人旭川保育会東旭川こども園 - 進学前こども園のひとつ
- 旭川神社
  - 旭川神社社務所
- 旭川兵村記念館
- 屯田公園
- 北海道道140号愛別当麻旭川線
- 北海道道542号東旭川停車場線
- 徳厳寺
- やまびこ児童館
- 西本町2丁目会館
- 東旭川わかな公園
- 東旭川郵便局
- 旭川市南消防署東旭川分署
- 医療法人社団慈成会東旭川病院